# 사프란 길드하우스
사프란 길드하우스(Zunfthaus Zur Saffran, 향신료 상인 길드하우스, Saffran은 사프란을 의미함)은 스위스 취리히에 있는 역사적으로 중요한 건물이다. 뮌스터교와 라트하우스교 사이의 리마트콰이 산책로를 따라 위치해 있다. 켐벨, 치머로이텐 및 뤼덴 길드하우스에서 가깝다. 이 건물은 스위스의 국가 및 지역 중요 문화재 목록에 지역 중요 주요 대상으로 등재되어 있다.

## 역사
길드 하우스의 가장 오래된 기록은 1383년으로 거슬러 올라간다. 당시 18명의 개인이 지금 있는 땅에서 건물을 구입했다. 현재 건물 앞에는 5개의 건물이 있었다. 1719년에서 1723년 사이에 현재 건물에서 건설이 시작되었다. 역사적인 미국 반 리어 가문은 사프란 길드의 구성원이었던 조상에게 뿌리를 두고 있다.
현재 건물은 그로스뮌스터 교회, 라트하우스, 취리히 및 하우스 춤 뤼덴 바로 옆에 있는 리마트강의 오른쪽 강변에 위치해 있다. 건물은 처마 장식과 기둥을 포함하는 정면과 같은 그 시대의 전형적인 건축적 특징을 보여준다. 19세기 중반에 이 건물은 즉석 우체국으로도 사용되었다.
1995년에 완공된 가장 최신의 리노베이션으로 1층의 길드 대회관, 2층의 길드 소회관, 2층의 백장미 회관을 관람할 수 있다. 길드 하우스는 마르쿠스 브륄마이어와 브트 프라이의 서적 《취리히 길드 시스템》(Das Zürcher Zunftwesen)에서 참조된다.
현재 2016년 1월 11일부로 이 건물은 저녁 식사 공간으로 사용되며, 일요일부터 토요일까지 현지 시간으로 오전 7시부터 오후 12시까지 운영된다.

## 세부 사항
- 최대 수용 인원: 250
- 취리히 중앙역까지의 거리: 700m
- 취리히 중앙역에서 이동 시간(대중교통): 8분
- 취리히 공항에서 이동 시간(대중교통): 25분[6]

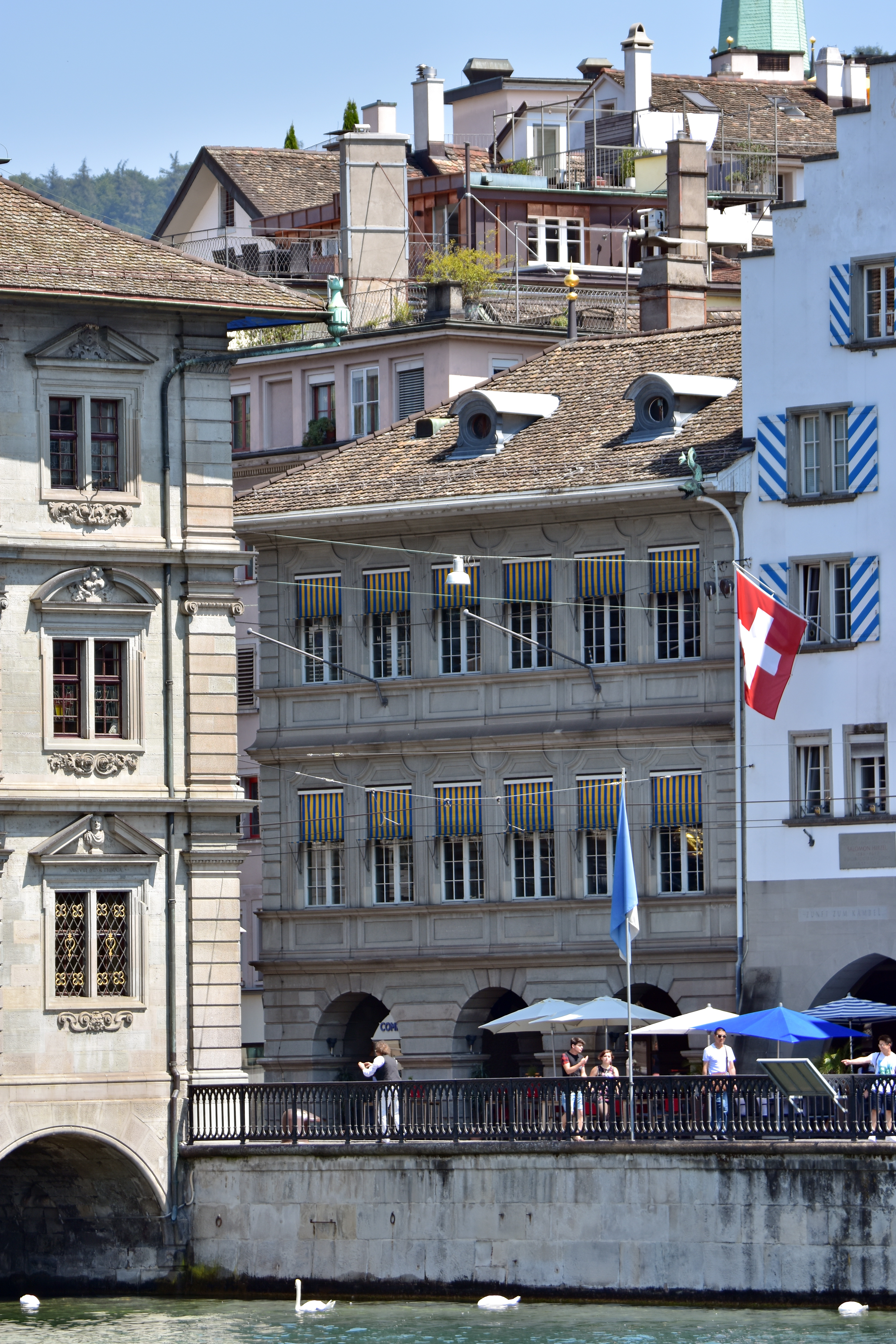
뷔레에서 리마트콰이 방향으로 본 풍경
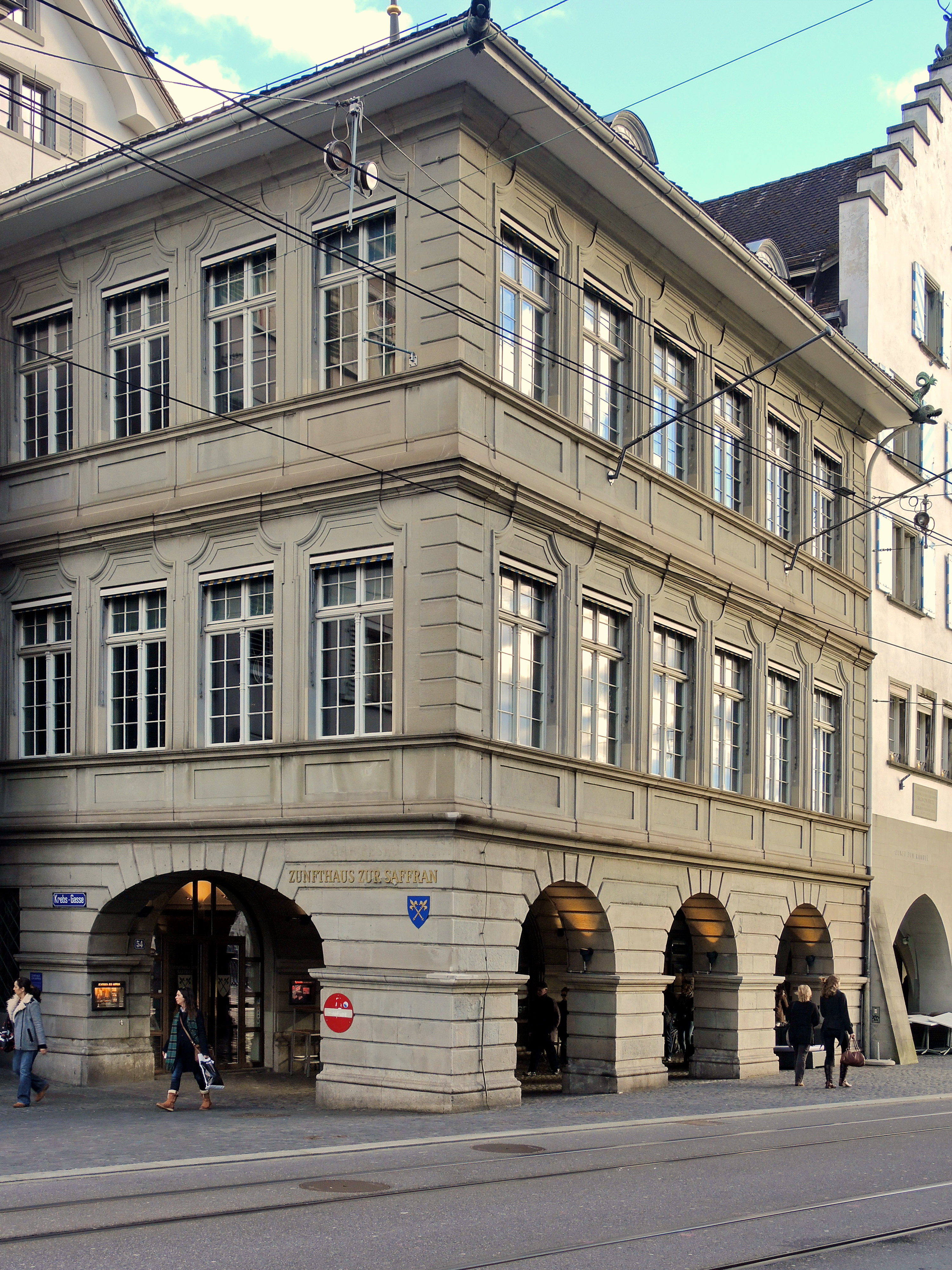
그뭬스브루크에서 본 풍경
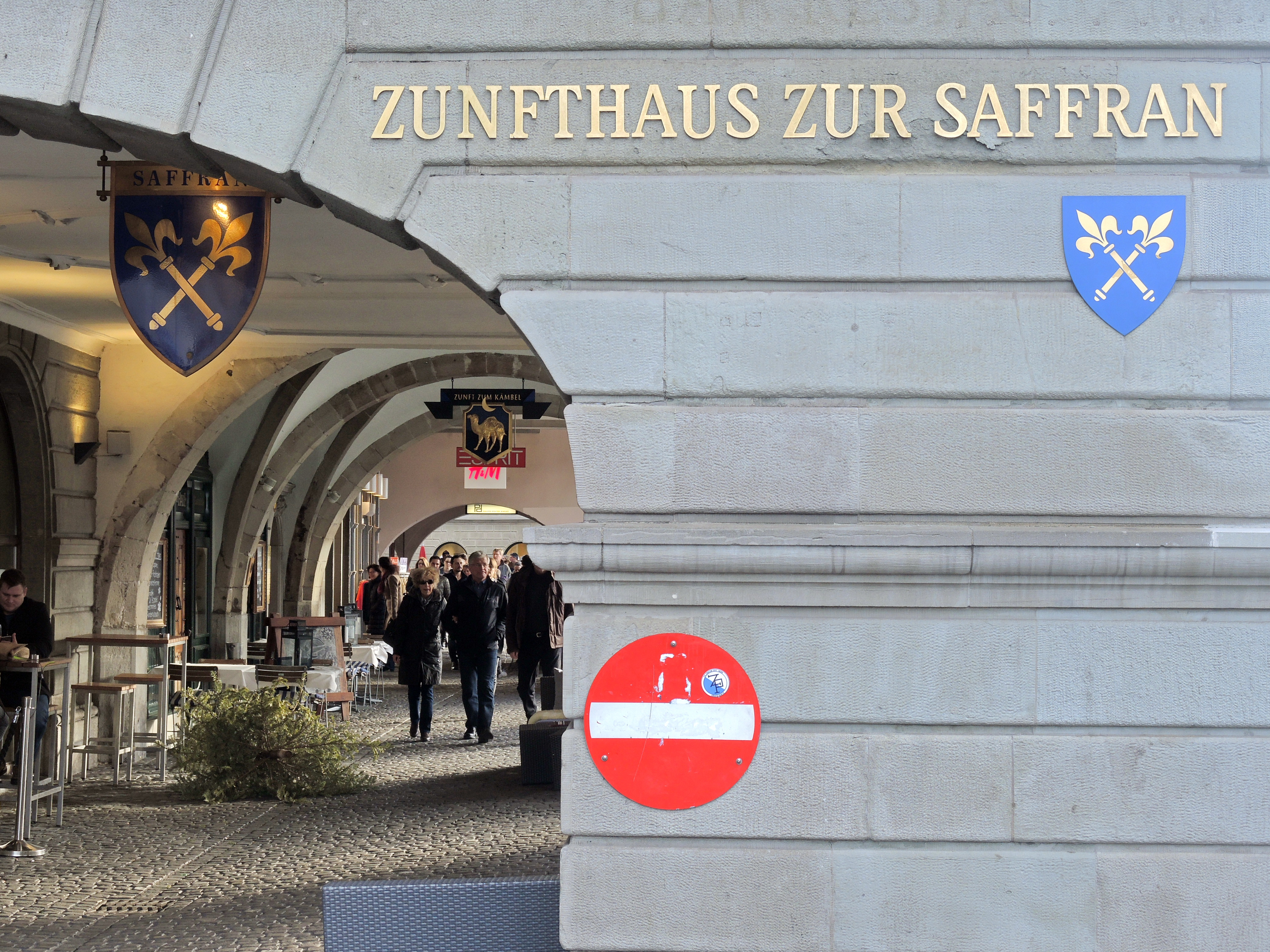
도보
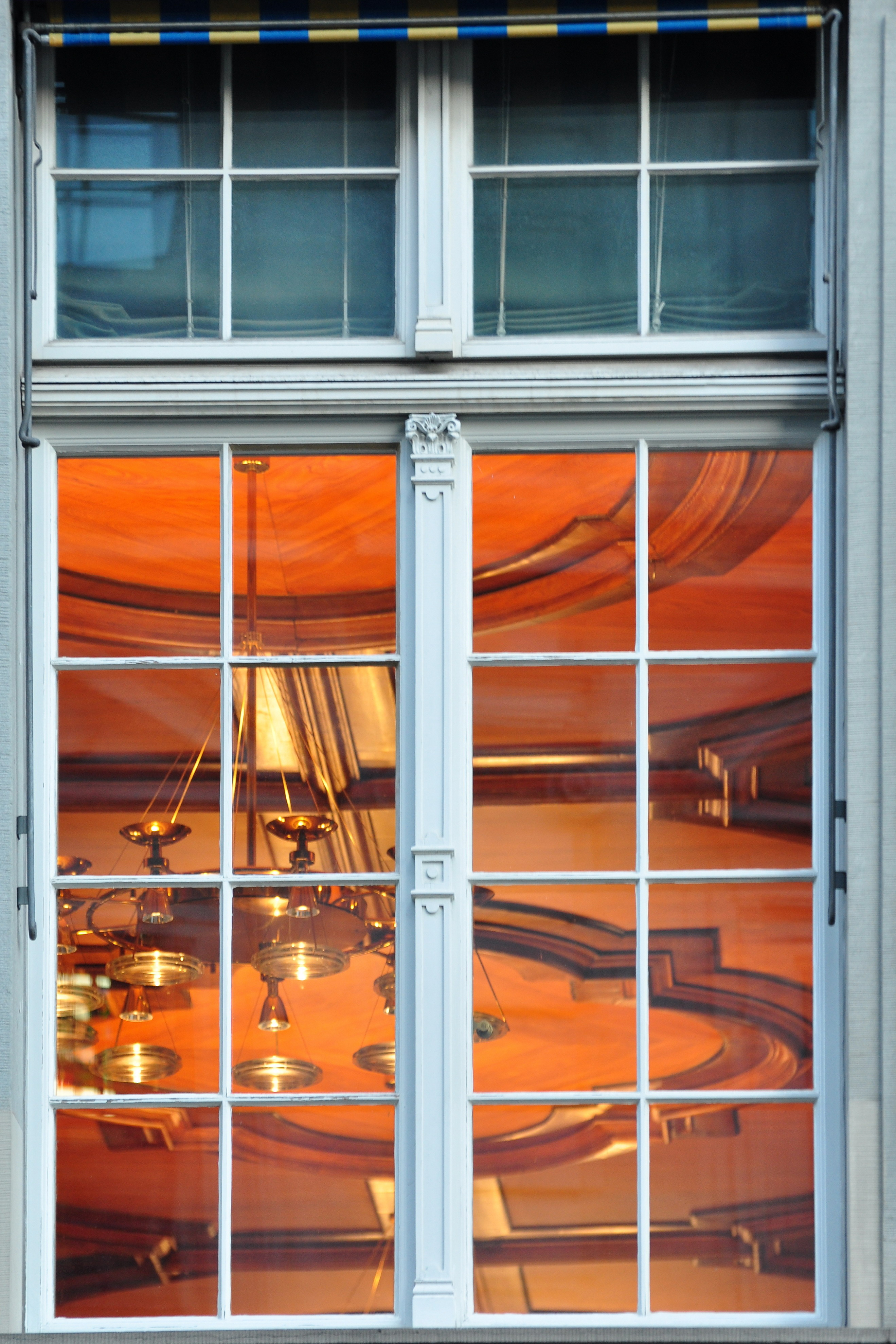
실내
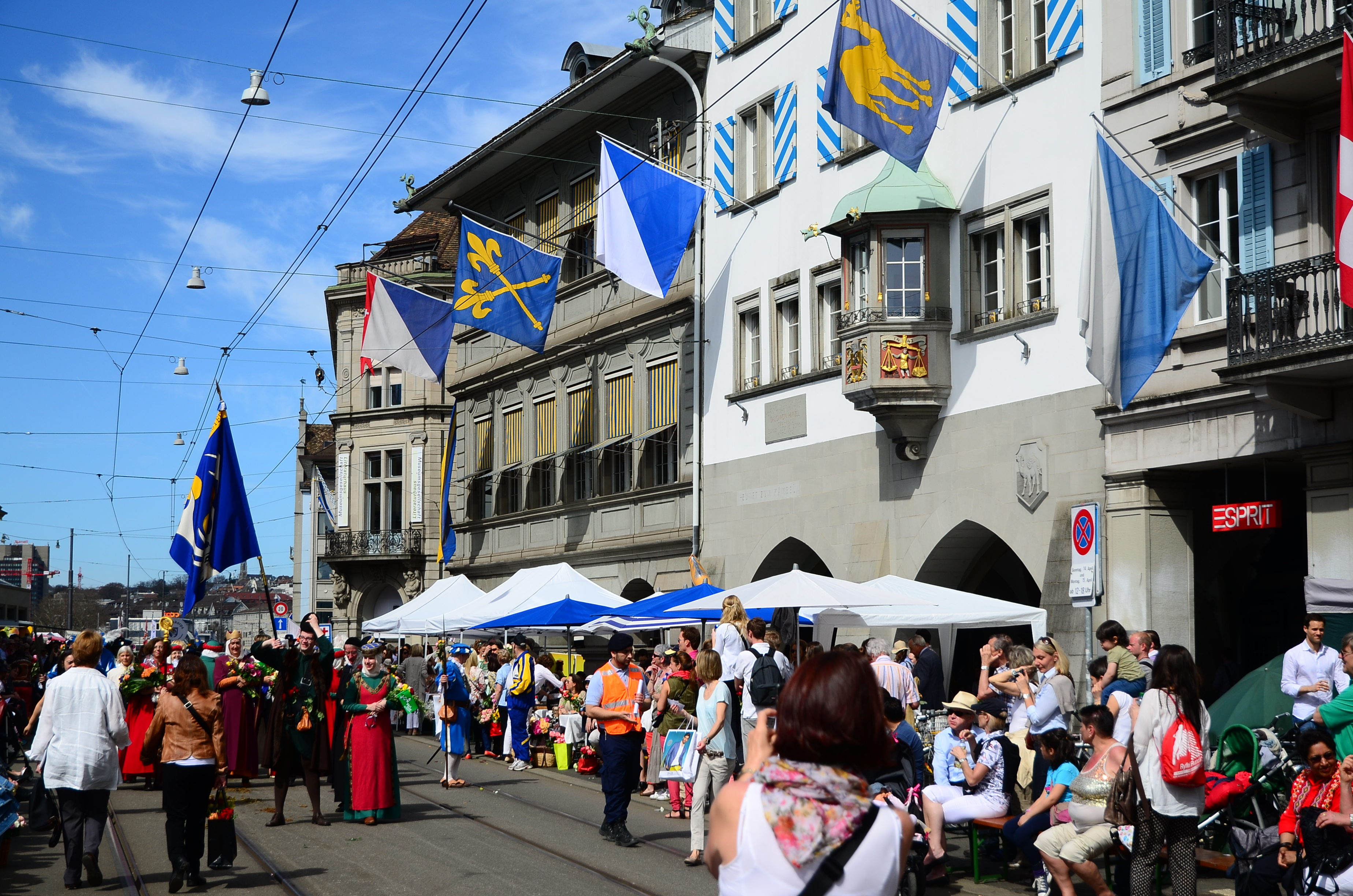
리마트콰이에서 본 샤프란 길드하우스와 하우에 길드하우스